# 2011年温州市鉄道衝突脱線事故
2011年温州市鉄道衝突脱線事故（2011ねんおんしゅうしてつどうしょうとつだっせんじこ）は、中華人民共和国浙江省温州市の甬台温線（杭福深旅客専用線の一部）で、2011年7月23日20時34分頃（中国標準時）に発生した中国高速鉄道の列車衝突・脱線事故。温州市政府の発表によると死者は40人とされる。

## 概要
2011年7月23日午後8時34分頃（現地時間=UTC+8）、杭州駅発福州南駅行きの高速鉄道D3115列車（CRH1B、編成番号:CRH1-046B。乗客1072名。定員は1299名）が、事故現場から32km南で落雷を受け動力を失い（現段階で断定はできない）、事故現場となる温州市双嶼近くの高架橋上のトンネル手前で停車していたところに、現場北方から走行して来た北京市北京南駅発の福州駅行きのD301列車（CRH2E、編成番号:CRH2-139E。乗客558名。定員は630名）が追突した。
D301列車の先頭4両（最後尾のみ二等座車・その他は軟臥車）とD3115列車の15両目（一等座車）および16両目（一等座車・先頭車）が脱線、D301列車の先頭4両は、高さ20数メートルの高架から落下し、その内のD301列車第4号車は高架脇から垂直に宙づりになった。

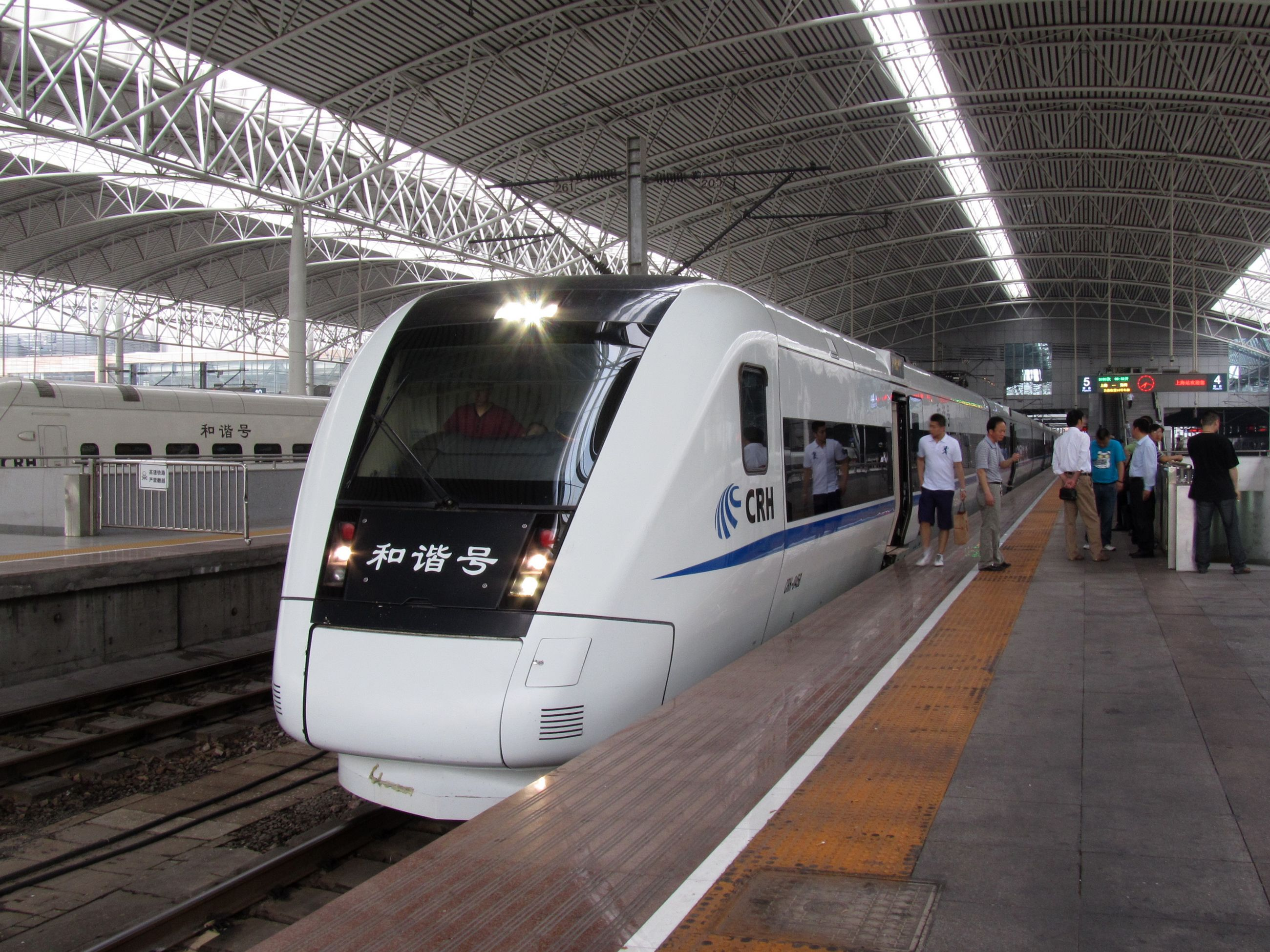
追突された車両と同型のCRH1B型

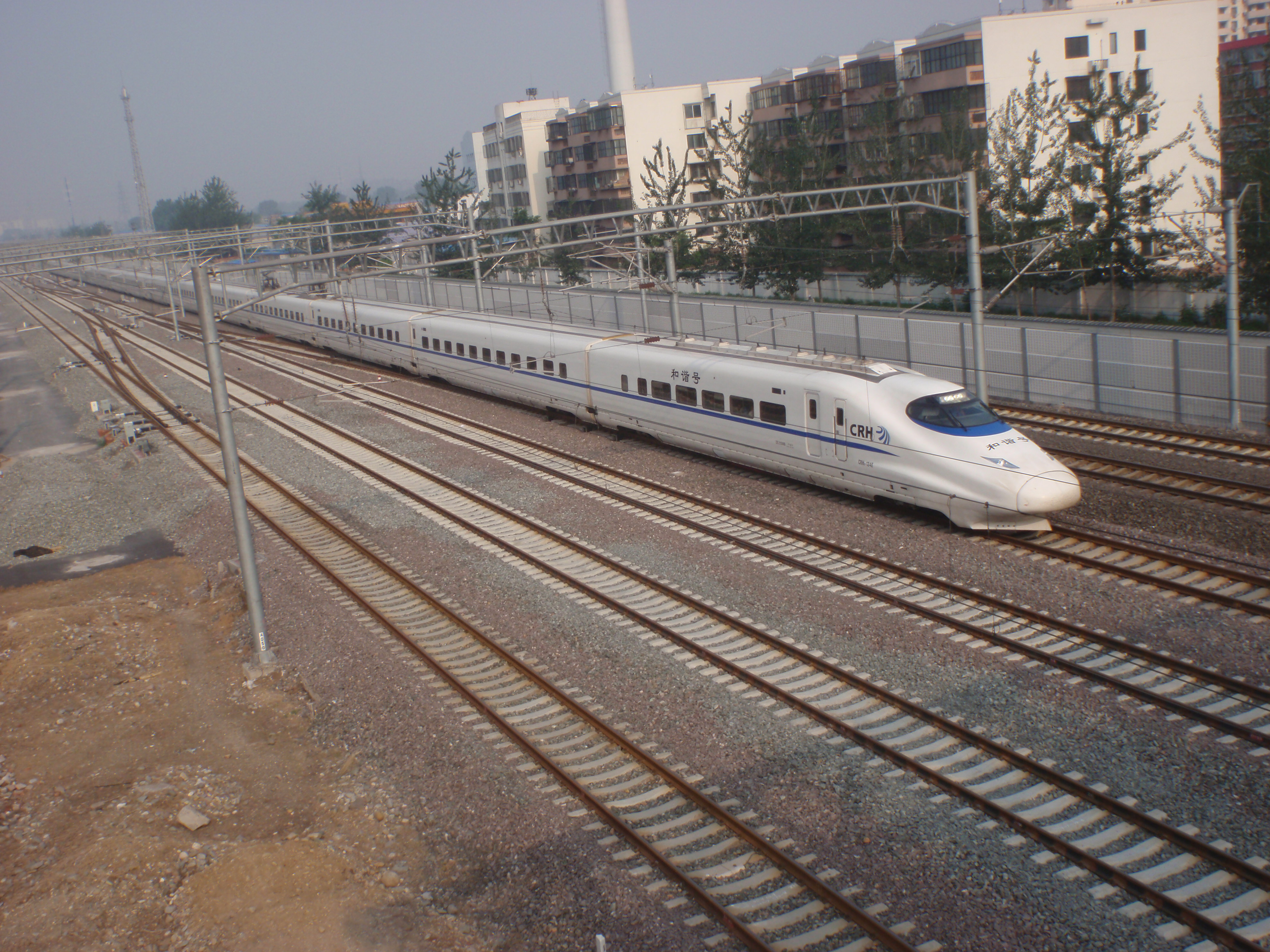
追突した車両と同型のCRH2E型

## 原因
事故後の調査にてLKD2-T1型制御システムに重大な欠陥があり、故障発生後の輸送指令の処理にミスがあったことが原因であると判明した。当日、制御システムが落雷で故障し進行信号のまま区間が閉塞された。そのため20時21分、D3115が緊急ブレーキで停車。また、制御システムのミスで目視走行モード（20 km/h以下での徐行）に切り替えることが出来ず、立ち往生したにもかかわらず、後方では進行信号が表示されていた。また、落雷による故障で輸送指令とD3115の連絡が途切れ、現場の状況を把握できなかった。
20時24分、指令がD301を出発させ、20時26分に閉塞区間に入ると目視走行するよう指示する。停車から7分40秒が経過した20時29分、D3115がようやく目視走行で動き出したが、その直後にD301がD3115に追突した。
また時を同じくして、福建省廈門市廈門駅発杭州駅行きの高速鉄道D3212列車にも落雷が発生し電気系統が故障、事故現場から約5 km離れた場所で停車中であった。
温家宝首相（当時）は原因究明を図る必要性を強調していたが、現地では既に事故車両の解体と埋め立てが進んでおり、車両から得られるはずだった事故の情報は失われたと思われる。
事故発生から2日後の25日8時、運行を再開した。

## 事故後
事故発生から数日後、中国政府は事故の犠牲者1人の遺族に対し50万元の賠償金の支払いを決定。また、中国中央テレビ（CCTV）では、政府は賠償手続きに合意すれば「数万元の奨励金の追加」も行うと発表し、一部遺族は既に手続きを済ませて賠償金を受け取ったと報じた。これに対し、遺族や中国のインターネット内では「安い」「高い」の双方で激しい批判が出ている。
また、事故に遭った車両は、7月27日時点で事故現場の高架下にすべて埋められ、残りの車両は中国鉄路の車両基地に搬送された。しかし、当局が事故の翌日から独自報道自粛を求める通達を出したこともあり、鉄道省の事故原因の報告以降、事故原因を究明する報道はほとんどされていない。埋め立て作業開始となる生存者捜索打ち切り時に救助隊員の1人が反対し、1人で捜索を行い、事故から20時間後に2歳の女の子が救出されたと報じられたため、「埋め立ては早すぎる」「他に生存者がいるはずだ」「現代の焚書坑儒」という各方面からの批判が寄せられたが、結局捜索は打ち切られ、埋め立て作業に入ってしまった。
なおこの時、鉄道部は記者会見で「埋め立て処理した原因は、救助現場となっている高架橋の下が泥沼で、複雑な環境であり、救助をより良く行うためであって、あなた方が信じるか信じないかは勝手だが、私はこの説明を信じている」「このような大事故が世界中に知られた以上、鉄道事故そのものを隠蔽できるわけがない」と述べた。
埋め立て作業が完了した後に立ち入り禁止が解除され、直後に地元の警察や遺族、事故現場付近の住民らが現場跡に向かった。その後、遺族らは政府や鉄道省に対して刑事訴訟を起こす構えを見せている。
しかし、2011年7月26日には一度埋められた車両が再び掘り出され搬送された。これは当局が証拠隠滅と非難されたために行ったことであり、一部のメディアや評論家は「国内外の批難を速やかに収束させたいからおこなったのでは?」と評した。
2011年7月28日には、温家宝国務院総理が自ら事故現場を視察すると共に、病院で負傷者の見舞いを行った。温家宝首相は事故現場で記者会見を行い、「断固とした事故原因の真相究明」を約束した上で、「安全こそが第一に優先される」と安全問題に真摯に取り組むことを表明した。
同月25日、遺族約40人が温州市政府庁舎前で抗議活動を行ったほか、27日には100人余りの遺族が事故現場近くにある温州南駅で抗議活動を行った。
2011年12月28日、国務院は事故調査報告書を公表、関係者の処分を決めた。

### メディアの反応
同月31日、広東省の有力紙「南方都市報」が「このような悲惨な事故と、鉄道部の酷い事故処理に対しては、次の三文字の言葉しか思い付かない―『クソが！』（面对如此惨烈的事情以及铁道部的糟糕处理，我们只想用三个字表达看法———他妈的！）」と中国当局を糾弾する記事を掲載、中国国内のインターネット上で賞賛の声が相次いでいる。
翌8月1日には、中国共産党の広報部門が、「新聞などのメディアが、脱線事故に関する報道をしてはならないとの命令を下した」と報道された。この事故に関して、「否定的な意見」が広まるのを、鉄道部や政府が恐れているからではないかと示唆されている。